# Laurion
Le Laurion (en grec ancien Λαύριον / Laúrion et Λαύρειον / Laúreion) est un massif minier de Grèce, situé au sud de l'Attique, et formant grossièrement un triangle délimité au nord-ouest par le golfe d'Aghios Nikolaos, au nord-est par la baie de Daskalio, et au sud par le cap Sounion. D'une surface d'environ 210 km2, la région de Laurion est reliée au reste de l'Attique, notamment les plaines de Keratea et d'Anaphlystos, par le col de Métropési. Elle a donné son nom à une commune grecque de l'Attique, près d'Athènes, cité côtière sur la mer Égée (en grec moderne (Λαύριο / Lavrio).

## Les mines antiques

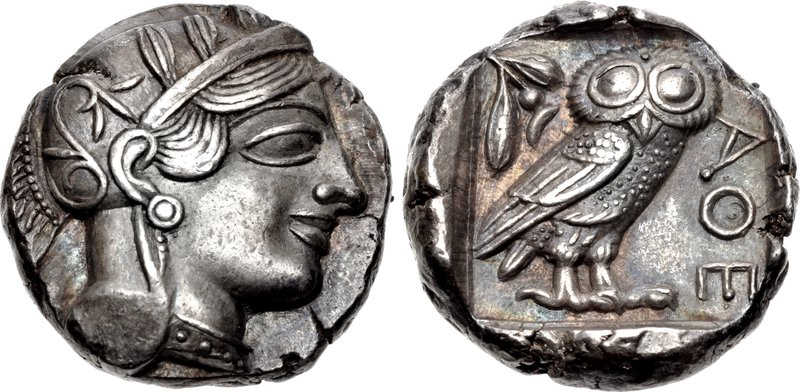
Tétradrachme d'Athènes, argent, après -449

Les mines d'argent du Laurion ont été exploitées essentiellement dans l'Antiquité, même si elles l'ont été à nouveau à la fin du XIXe siècle et au XXe siècle par la Compagnie française des mines du Laurion. L'exploitation intense de ces mines a notablement contribué à la puissance d'Athènes à l'époque classique. De nombreux vestiges de puits et d'installation de surface pour traiter le minerai ont été fouillés et étudiés par les archéologues et sont encore visibles aujourd'hui.

## Minéralogie
De nombreuses espèces ont été répertoriées sur ce site qui est d'une richesse exceptionnelle avec 13 espèces topotypes. La particularité la plus connue est la présence de nombreux minéraux de néoformation apparus dans des géodes d’anciennes scories de mines antiques, avec 7 autres espèces topotypes.

### Minéraux naturels remarquables

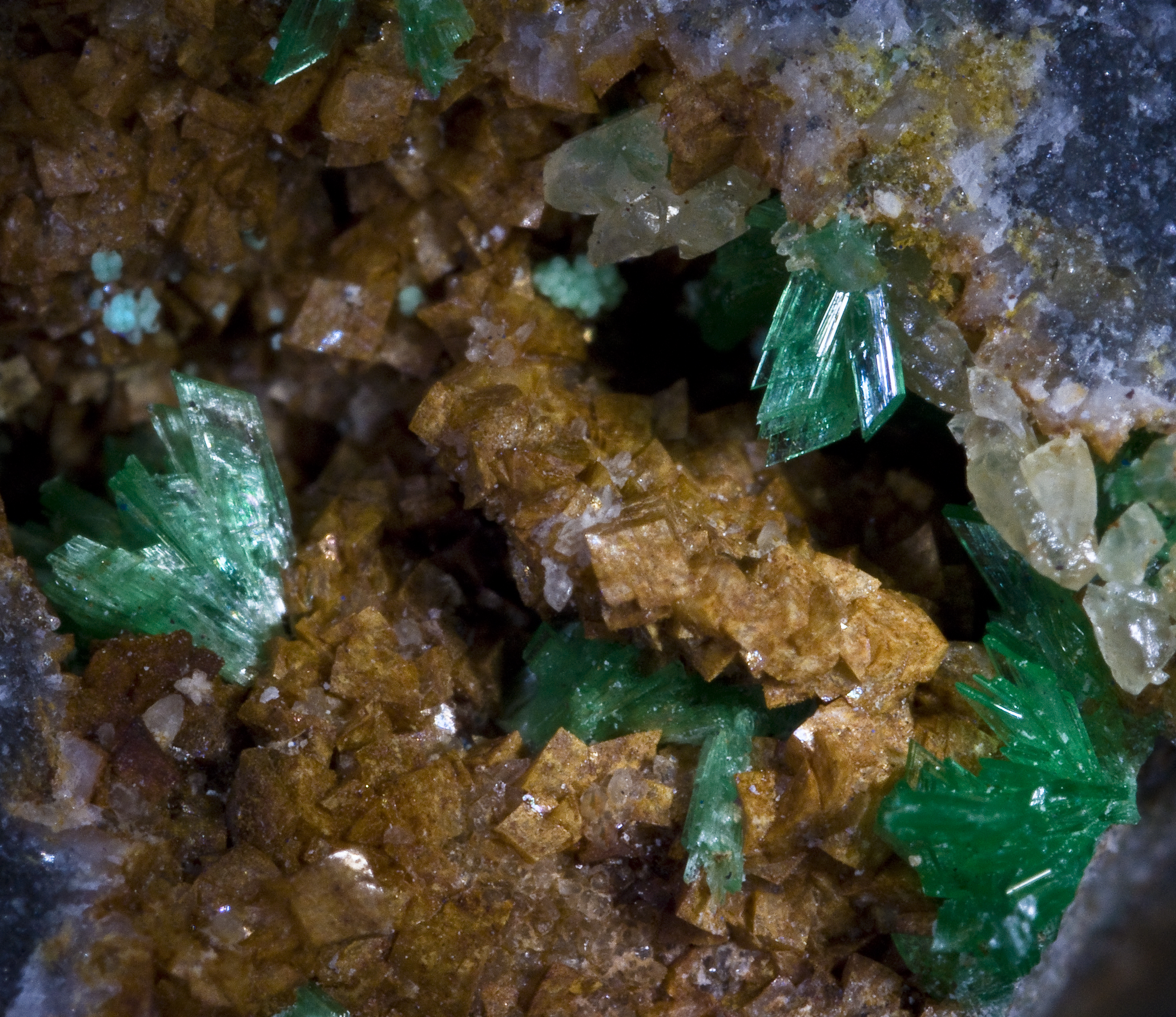
Anabergite

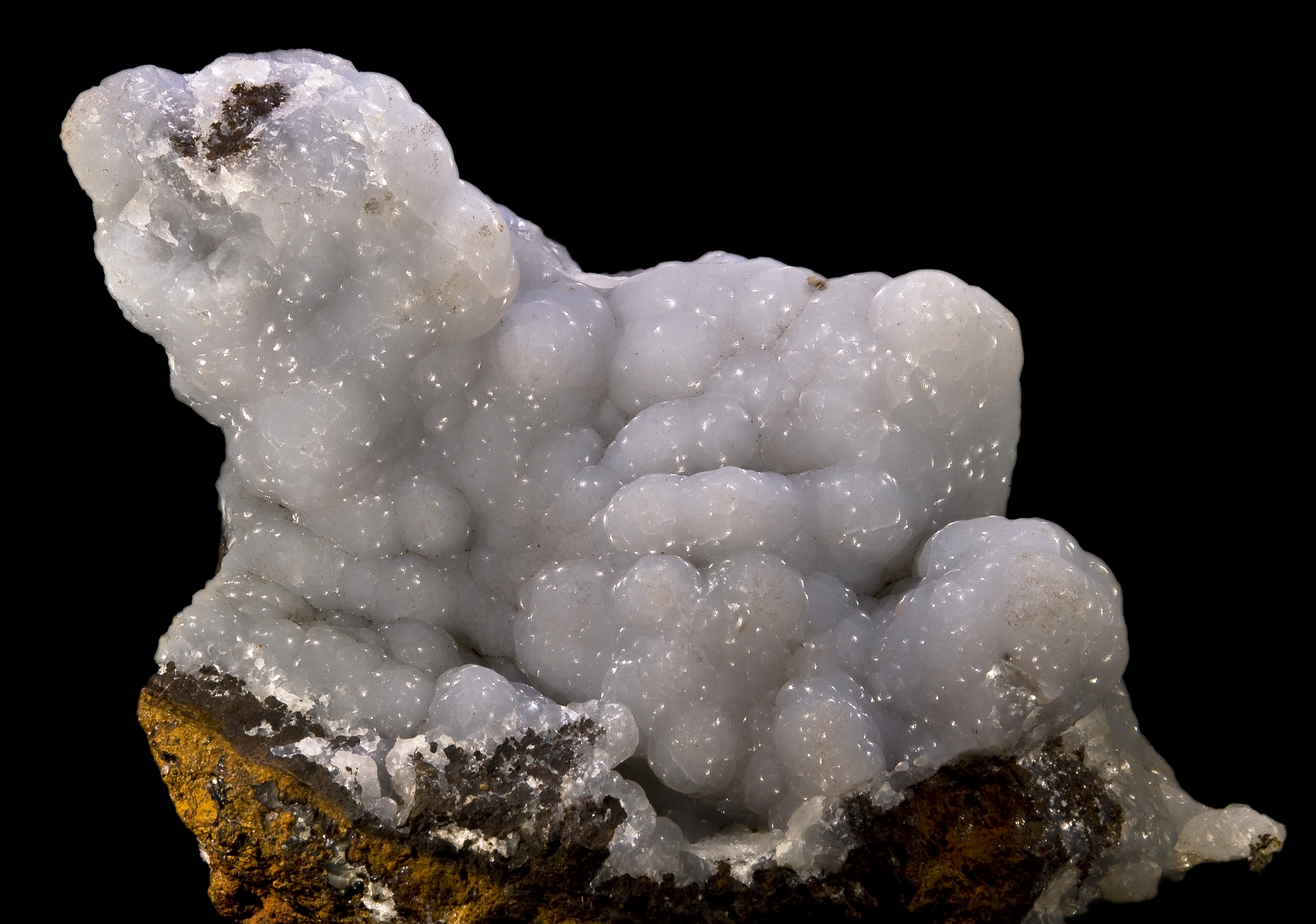
Smithsonite

- Adamite notamment dans sa variété cobaltoadamite et cuproadamite
- Anglésite
- Annabergite Le gisement passe pour avoir donné les meilleurs spécimens de cette espèce
- Aragonite (variété coralloïde cuprifère)
- Attikaite gisement topotype pour cette espèce
- Auricalcite
- Austinite et particulièrement la variété cuproaustinite
- Bournonite
- Cérusite
- Creedite
- Cuprite
- Cyanotrichite
- Drobecite gisement topotype pour cette espèce
- Galène argentifère qui était le minerai d'argent des mines antiques
- Glaucocerinite gisement topotype pour cette espèce
- Hémimorphite
- Kamarizaite gisement topotype pour cette espèce
- Kapellasite gisement topotype pour cette espèce
- Ktenasite gisement topotype pour cette espèce
- Mereiterite gisement topotype pour cette espèce
- Mixite
- Natroglaucocerinite gisement topotype pour cette espèce
- Niedermayrite gisement topotype pour cette espèce
- Serpierite gisement topotype pour cette espèce
- Smithsonite
- Zincaluminite gisement topotype pour cette espèce
- Zincolivenite gisement topotype pour cette espèce
- Zincowoodwardite gisement topotype pour cette espèce

### Minéraux de néoformation remarquables

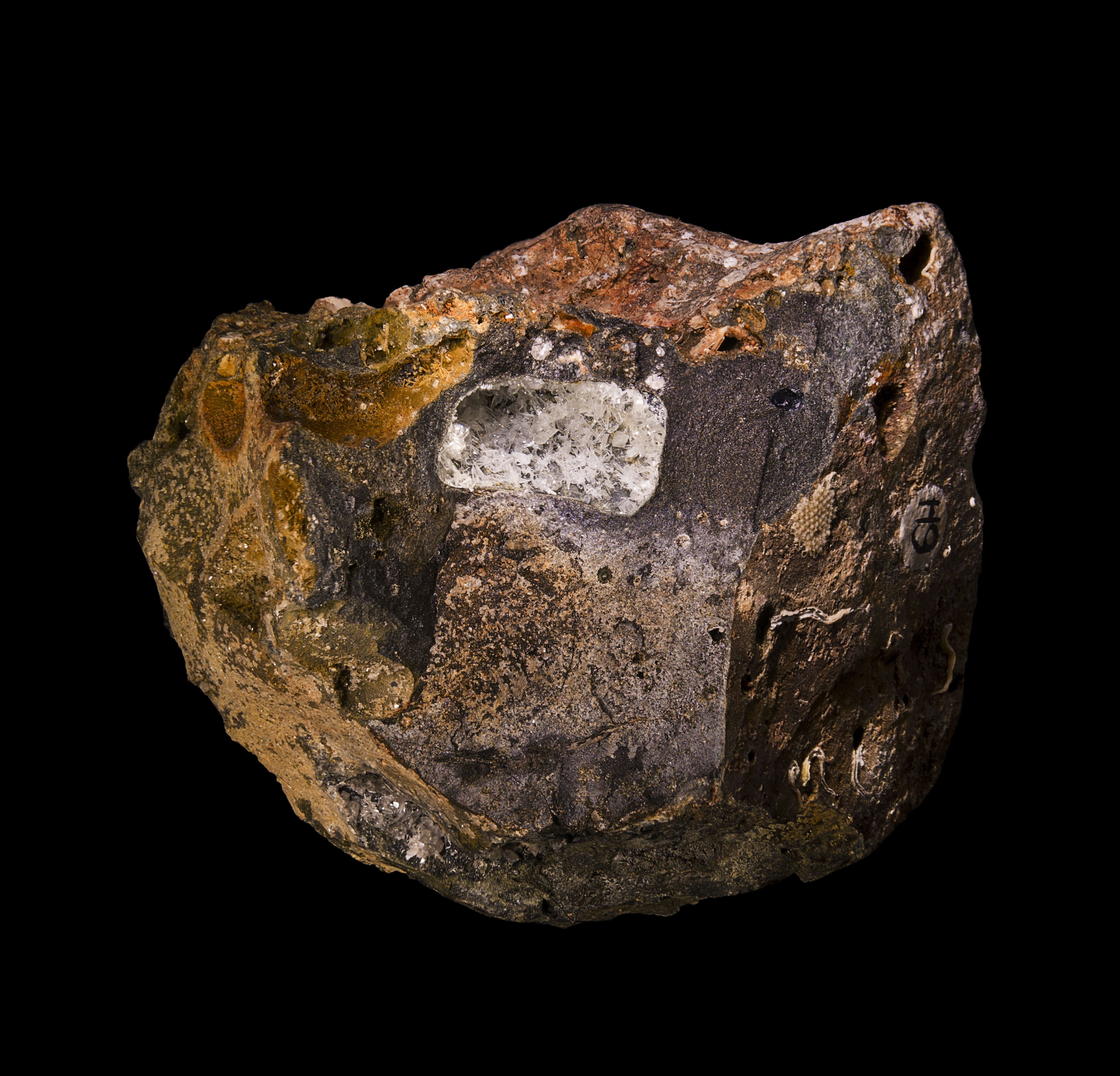
Vue d'une scorie, avec une géode de laurionite
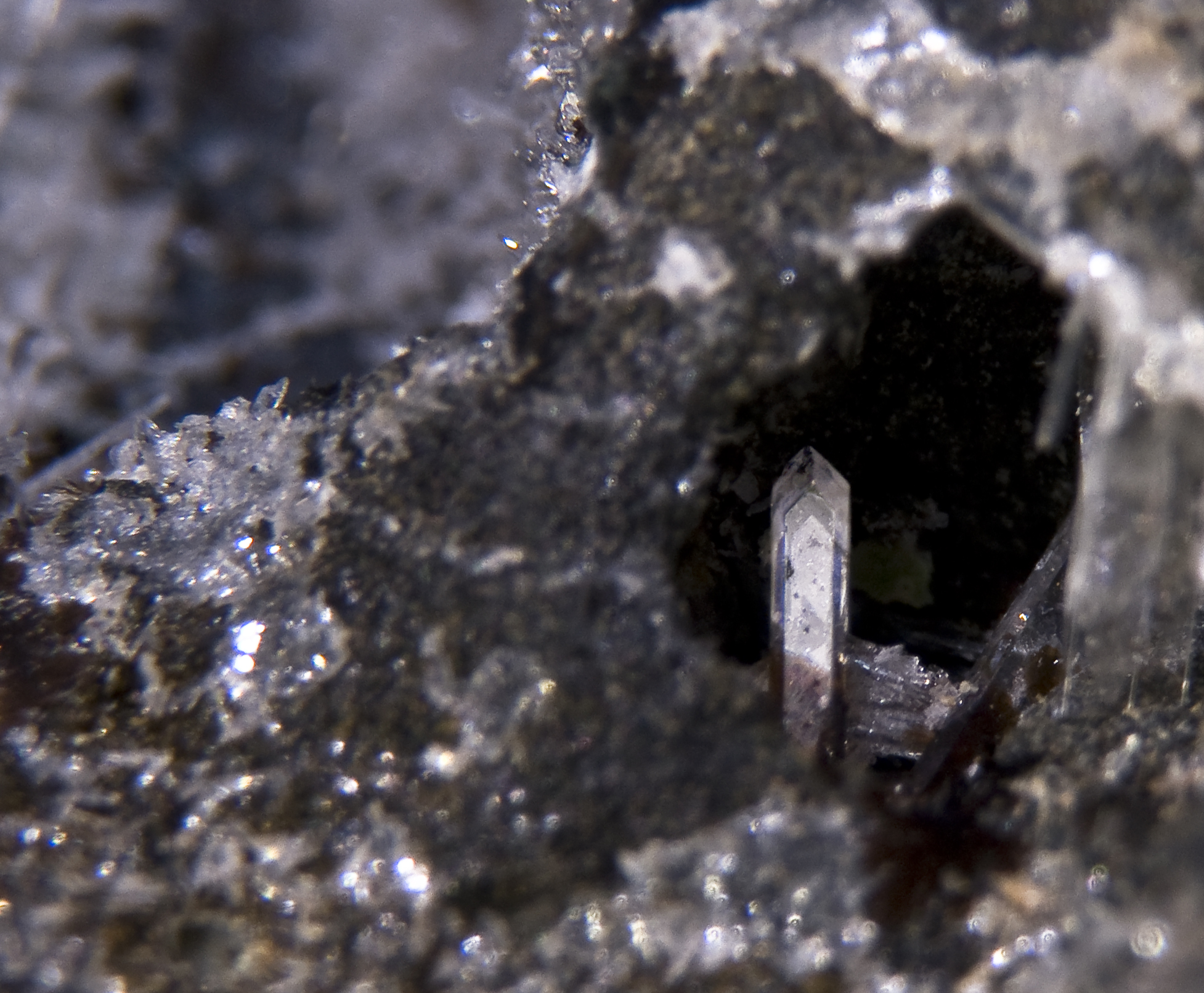
Fiedlerite
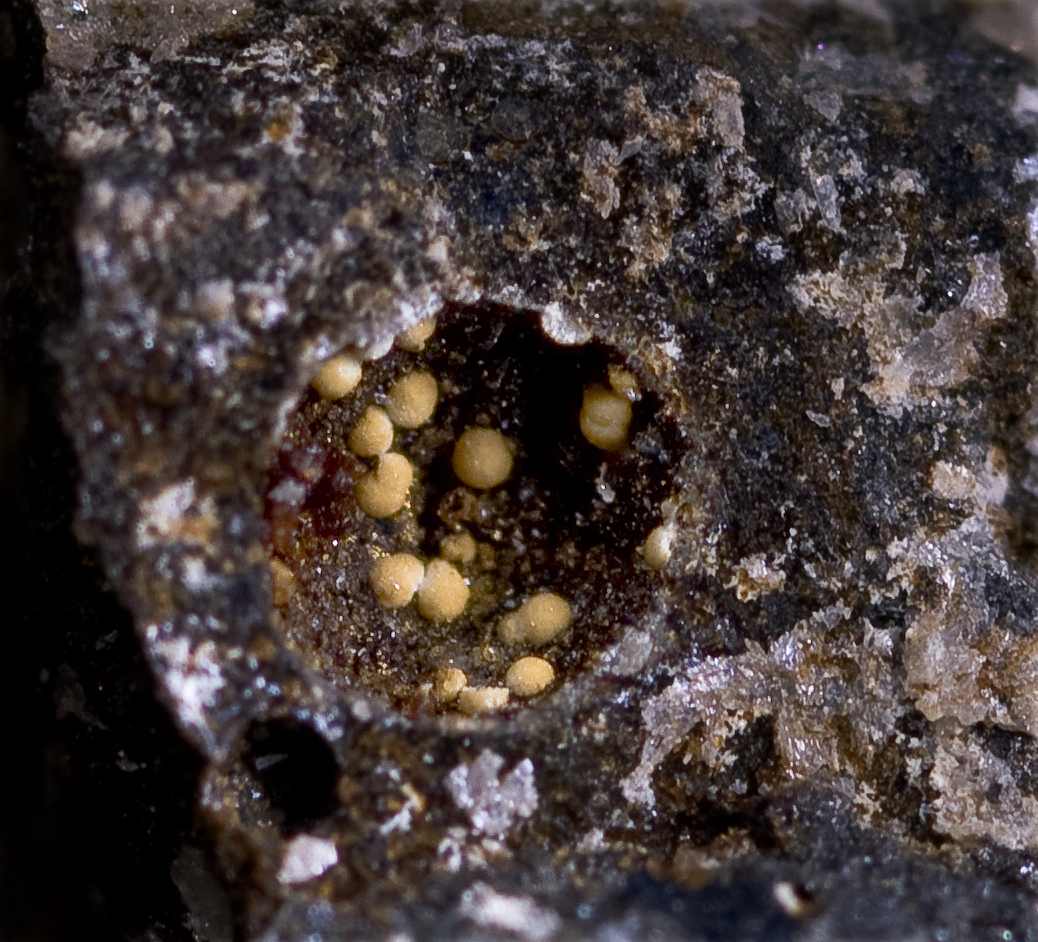
Heliophyllite
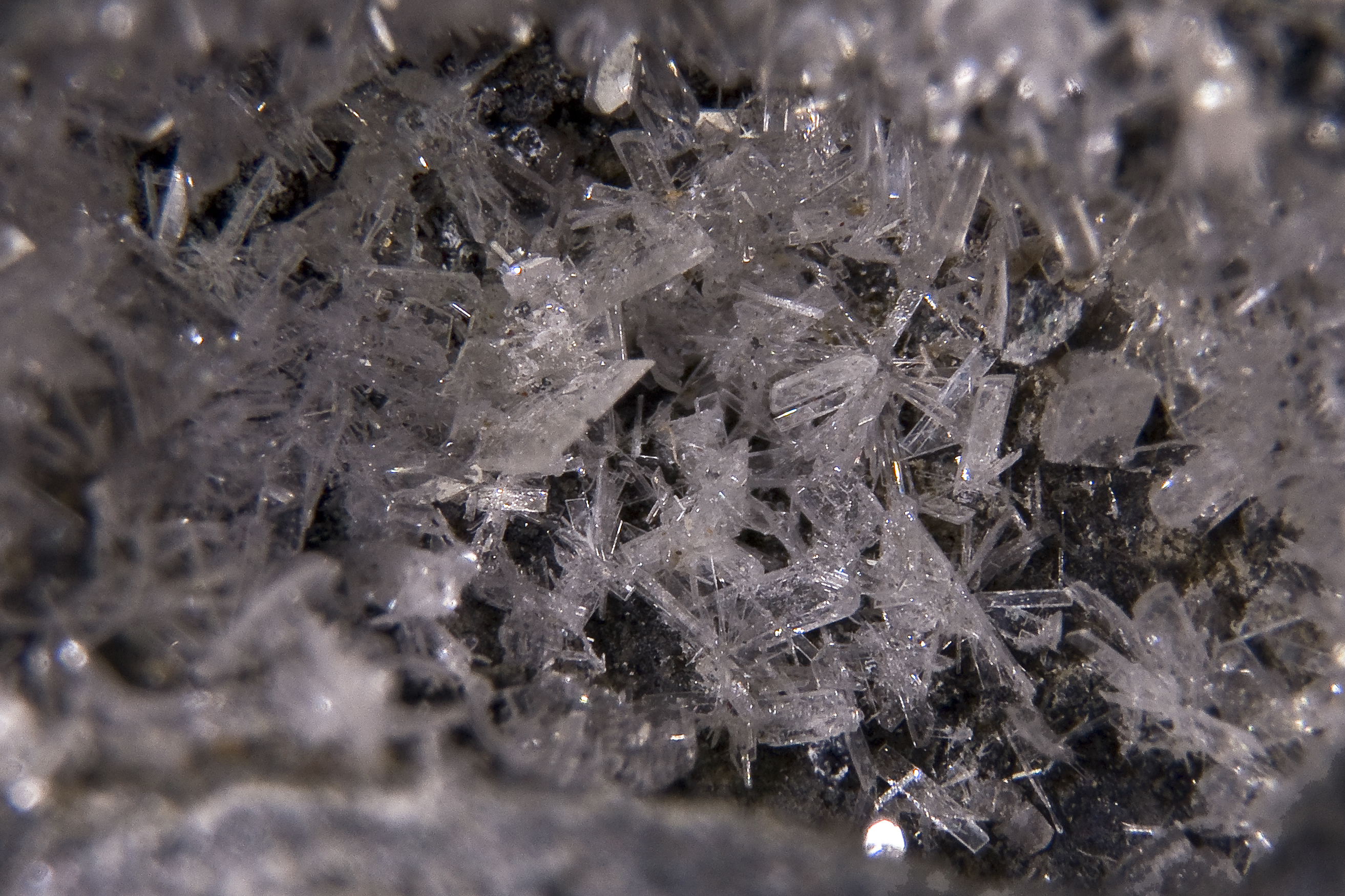
Laurionite
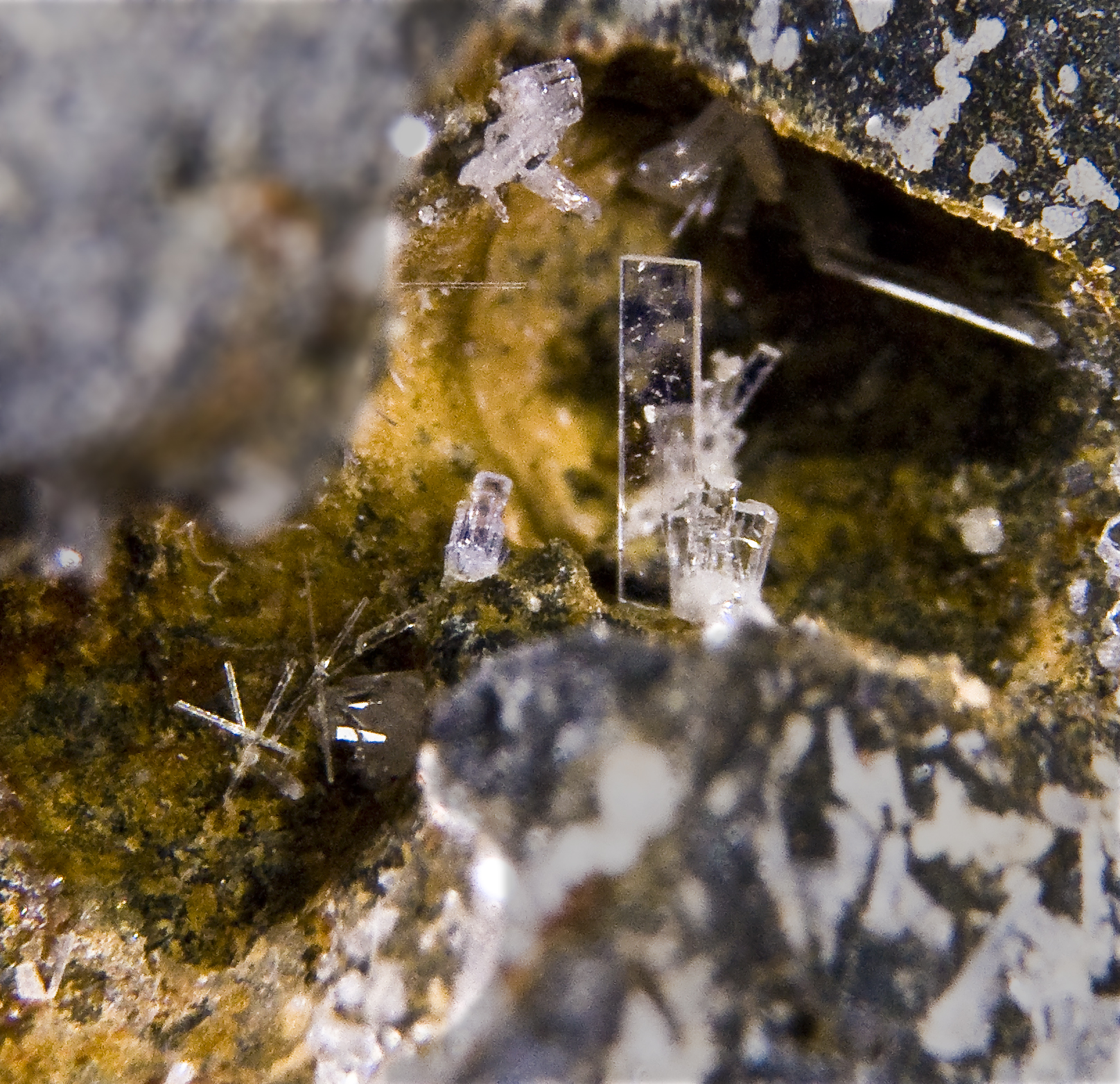
Paralaurionite
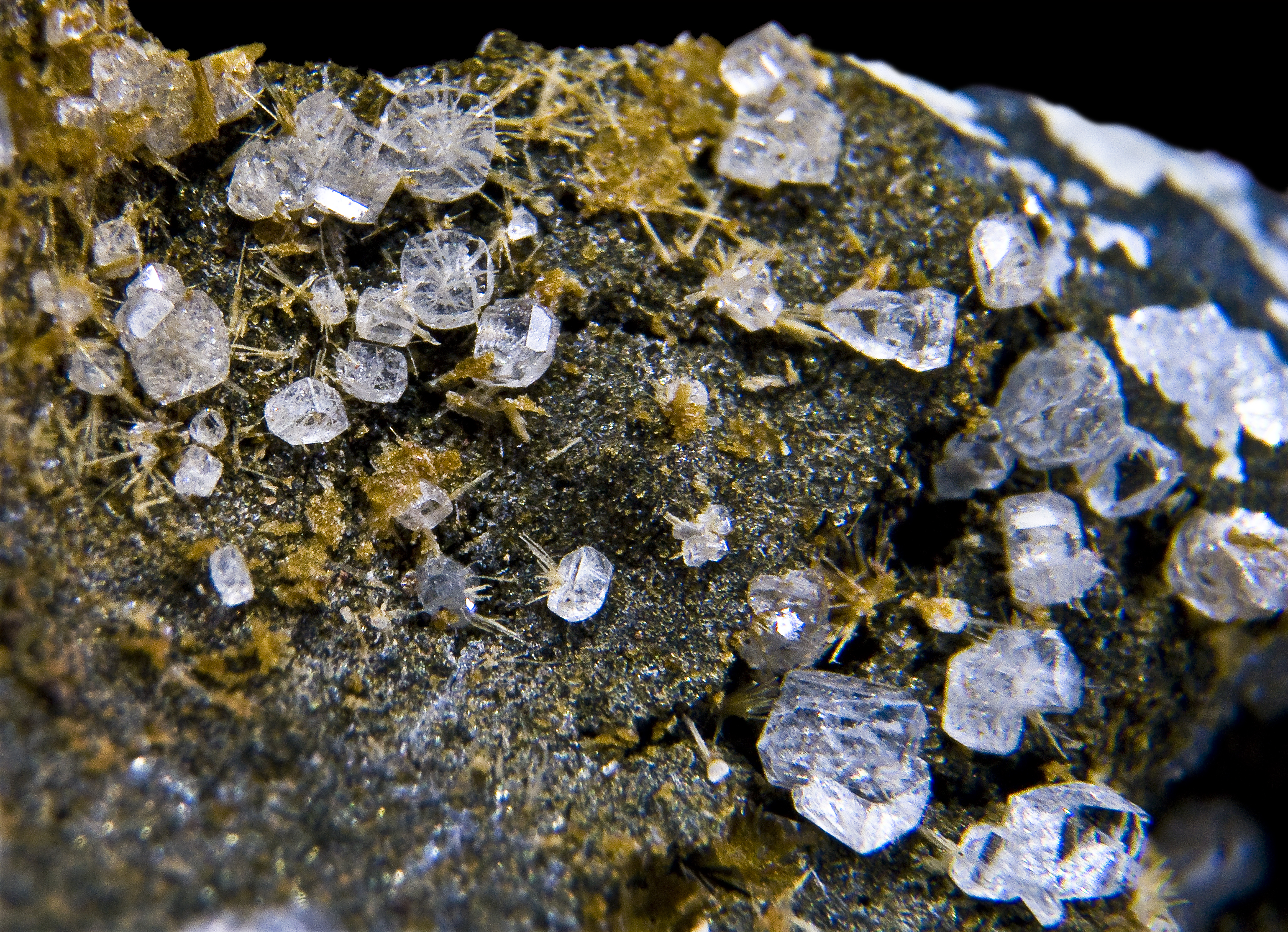
Phosgénite

- Anglésite
- Fiedlerite gisement topotype pour cette espèce
- Héliophyllite
- Laurionite gisement topotype pour cette espèce
- Nealite gisement topotype pour cette espèce
- Paralaurionite gisement topotype pour cette espèce
- Penfieldite gisement topotype pour cette espèce
- Phosgénite
- Thorikosite gisement topotype pour cette espèce